# Callambulyx poecilus
Callambulyx poecilus es una especie de polilla de la  familia Sphingidae. Se la encuentra a lo largo de las pendientes del sur del Himalaya, de Pakistán del norte, a través de Nepal y del noreste de la India al sureste de China (Yunnan y la isla de Hainan), Vietnam y norte de Tailandia. Vuela también al norte de Sumatra, Indonesia.
Su envergadura es de aproximadamente 77 mm. La parte delantera de sus alas es roja en su mitad basal.